# Gerhard Gleich
Pour les articles homonymes, voir Gleich.

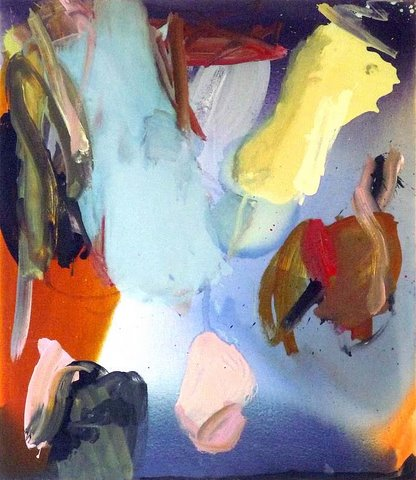
O.T. (2009)

Gerhard Gleich (né le 23 octobre 1941 à Prague) est un peintre et professeur à l´Akademie der bildenden Künste (l’Académie des beaux-arts) à Vienne.

## Biographie
Il grandit sous le nom de Gerhard Feest avant de prendre le nom de sa deuxième femme, l’artiste peintre austro-polonaise Joanna Gleich. 
Élève d´Albert Paris Gütersloh, il est de 1972 à 1997, l’assistant du peintre et professeur d’art viennois Wolfgang Hollegha. Aujourd’hui, il travaille dans le contexte de l’institut d’art conceptuel de l’académie avec Marina Grzinic. 
Gerhard Gleich a renoncé depuis longtemps au marché de l’art commercial. La plupart de ses tableaux et de ses plastiques en demi-relief ou de ses objets en bois ne sont connus que de quelques collectionneurs et de ses amis. Il est le frère de Christian Feest et Johannes Feest.